# Olivbröstad bulbyl
Olivbröstad bulbyl (Iole finschii) är en fågel i familjen bulbyler inom ordningen tättingar.

## Utseende och läte
Olivbröstad bulbyl är en medelstor (16,5–17 cm) färglös bulbyl med påtagligt kort näbb. Fjäderdräkten är olivgrön ovan, undertill gul med tydligt ljusare strupe. Arten är relativt tystlåten, men grova "wek" eller "kwik" hörs under födosökandet.

## Utbredning och systematik
Arten förekommer i låglänta områden på södra Malackahalvön, Malaysia, Sumatra och Borneo. Den behandlas som monotypisk, det vill säga att den inte delas in i några underarter.

### Släktestillhörighet
Arten placeras traditionellt i släktet Alophoixus. DNA-studier visar dock att den istället är systerart till bulbyler i släktet Iole. Tongivande International Ornithological Congress (IOC) för den numera därför dit och denna linje följs här.

## Levnadssätt
Olivbröstad bulbyl återfinns vanligen i urskog och av människan endast lätt påverkad skog, från havsnivån till 760 meters höjd på Malackahalvön, 650 meter på Sumatra och upp till 900 meters höjd på Borneo.  Den undviker kraftigt avverkade områden och ungskog, men kan ta sig in i uppvuxna plantage som kakao eller Albizia. Fågeln besöker skogskanter, framför allt med tillgång på fruktbärande träd, men ses ej i isolerade träd. Födan består av både frukt och insekter.

### Häckning
Häckningsperioden sträcker sig från mars till juli. Båda könen hjälps åt under bobygget, liksom med att mata ungarna. Boet i sig har inte beskrivits, men den häckar troligen högre ovan mark än de flesta bulbyler.

## Status
Olivbröstad har ett stort utbredningsområde, men minskar i antal till följd av skogsavverkningar, så pass att naturvårdsunionen IUCN listar den som nära hotad. Beståndet har inte uppskattats, men den beskrivs som generellt ovanlig till sällsynt, men kan vara förbisedd.

## Namn
Fågelns vetenskapliga artnamn hedrar den tyske zoologen Otto Finsch (1839-1917).